# Jiangwang (sockenhuvudort i Kina, Jiangsu Sheng, lat 32,36, long 119,37)
Jiangwang (kinesiska: 蒋王, 蒋王街道) är en sockenhuvudort i Kina. Den ligger i provinsen Jiangsu, i den östra delen av landet, omkring 63 kilometer nordost om provinshuvudstaden Nanjing. Antalet invånare är 19 279. Befolkningen består av 9 470 kvinnor och 9 809 män. Barn under 15 år utgör 11,0 %, vuxna 15-64 år 78 %, och äldre över 65 år 9,0 %.
Runt Jiangwang är det mycket tätbefolkat, med 2 915 invånare per kvadratkilometer. Närmaste större samhälle är Yangzhou, 7,2 km nordost om Jiangwang. Runt Jiangwang är det i huvudsak tätbebyggt.
Genomsnittlig årsnederbörd är 1 277 millimeter. Den regnigaste månaden är juli, med i genomsnitt 262 mm nederbörd, och den torraste är december, med 31 mm nederbörd.